# Love Field
Pour plus de détails, voir Fiche technique et Distribution.
Love Field est un film américain réalisé par Jonathan Kaplan en 1992.

## Synopsis
Lurene Hallett admire Jacqueline Kennedy. Attristée par l'assassinat du président, elle décide d'assister aux funérailles à Washington D.C., malgré l'interdiction de son mari Ray. Elle s'y rend en car, et sympathise au cours du voyage avec une petite fille noire, Jonell, et son père Paul Cater. Le voyage va se compliquer très vite…

## Fiche technique
- Réalisation : Jonathan Kaplan
- Scénario : Don Roos
- Musique : Jerry Goldsmith
- Durée : 102 min
- Pays :  États-Unis
- Langue : anglais
- Couleur : DeLuxe
- Aspect Ratio : 1.85 : 1
- Son : Dolby

## Distribution
- Michelle Pfeiffer (VF : Emmanuèle Bondeville) : Lurene Hallett
- Dennis Haysbert (VF : Jacques Martial) : Paul Cater
- Stephanie McFadden : Jonell
- Brian Kerwin : Ray Hallett
- Louise Latham : Mrs. Enright
- Peggy Rea : Mrs. Heisenbuttal
- Beth Grant : Hazel

## Récompenses
- Berlinale 1993 : Ours d'argent de la meilleure actrice pour Michelle Pfeiffer
- Oscars 1993 : nomination à l'Oscar de la meilleure actrice pour Michelle Pfeiffer
- Berlinale 1993 : film en compétition pour l'Ours d'or
- Golden Globes 1993 : nomination au Golden Globe de la meilleure actrice dans un film dramatique pour Michelle Pfeiffer